# Cubophis vudii
Cubophis vudii är en ormart som beskrevs av Cope 1862. Cubophis vudii ingår i släktet Cubophis och familjen snokar.
Arten förekommer i Bahamas. Honor lägger ägg.

## Underarter
Arten delas in i följande underarter:
- C. v. vudii
- C. v. aterrimus
- C. v. picticeps
- C. v. raineyi
- C. v. utowanae